# Елеонора Бельська
Елеон́ора Б́ельська (1959) — творчий псевдоним письменниці Ол́ени Євѓенівни Бар́анової.

## Біографія
Народилася у 1959 році у місті Старобільськ Луганської області.
Закінчила Дніпропетровський медичний інститут. За розподілом потрапила до міста Кіровограда, де відбулась як лікар-терапевт і відкрила в собі письменницький талант.
В юності писала вірші, есе, статті в газети і молодіжні журнали.
На сьогодні працює головним терапевтом м. Кропивницький, завідувачкою терапевтичного відділення Центру первинної медико-санітарної допомоги № 1.
Пише в жанрі жіночої прози. З 2010 року друкується в періодичних літературних виданнях.
У 2012 році в Кіровоградському видавництві «Імекс-ЛТД» вийшла перша збірка Елеонори Бельської «Се ля ви, или Сколько стоит фунт счастья», яка знайшла прихильність у читачів та отримала схвальні відгуки критиків. До збірки увійшли сім новел, написані у 2010-11 роках. Їх дійові особи — жінки, з їх радощами і бідами, успіхами і проблемами, пошуками шляхів до власного щастя.
У 2016 році у видавництві «Українська літературна газета» вийшла друга книга письменниці «Год кошки или Вот такая любовь». До неї увійшли шість новел та одна повість. Ця книга — продовження роздумів авторки про сенс життя, кохання та зраду, шлюб та материнство.
За підсумками Міжнародного літературного конкурсу рукописів прози «Крилатий Лев-2018» збірка оповідань «Прокатай мене на мотоциклі» увійшла до першої десятки кращих і отримала диплом та спеціальну відзнаку інтернет-видання «Річ».

## Твори
- Бельская Элеонора «Се ля ви, или Сколько стоит фунт счастья»: [новеллы] / Элеонора Бельская ; вступ. слово С. Янчукова. — Кировоград: Центр.-Укр. изд-во, 2012. — 121 с. — ISBN 978-966-130-007-0.
- Бельская Элеонора Год кошки или вот такая любовь / Элеонора Бельская; ред. Н. Скочко. — К. : Українська літературна газета; Житомир: Рута, 2016. — 160 с. — ISBN 978-617-581-281-5.
- Бельская Э. «Алые паруса» / Э. Бельская // Ведомости Плюс. — 2011. — 1 июля. — С. 6-8: фото.; 8 июля. — С. 7 : фото.; 15 июля. — С. 5
- Бельская Э. «Besame Mucho» / Э. Бельская // Ведомости Плюс. — 2011. — 15 апреля. — С. 7-8 : портр.
- Бельская Э. «Монолог Глины» / Э. Бельская // Нова газета. — 2016. — 16 червня. — С. 10
- Бельская Э. «Перед Пасхой»: посвящается светлой памяти моей бабушки / Э. Бельская // Нова газета. — 2014. — 17 квітня. — С. 17 : фото
- Бельская Э. «Подарок для Алисы» / Э. Бельская // Нова газета. — 2016. — 14 січня. — С. 10
- Бельська Е. «Прокатай мене на мотоциклі»: оповідання. — Львів: Сполом, 2018. — 208 с. — ISBN 978-966-919-417-6